# 安娜貝爾 (密蘇里州)
安娜貝爾（英語：Anabel），又名比弗利（Beverly），是位於美國密蘇里州梅肯縣的非建制地區。

## 歷史
安娜貝爾的郵局（名為比弗利）於1870年設立，1889年更名，其後於1999年停運。該地於1925年時共有人口63人。

## 地理
安娜貝爾所處的海拔為高於海平面255米（即837英呎），而該地所採用的時區為UTC-6，即北美中部時區（CST）。同時該地設有夏令時間，為UTC-6調快一小時，即UTC-5（CDT）。